# Ribeirão do Pinhal
Ribeirão do Pinhal est une municipalité brésilienne située dans l'État du Paraná.